# Bataille d'Ongal
Guerres byzantino-bulgares
Batailles
- Ongal (680)
- Anchialos (708)
- Marcellae (756)
- Lithosoria (774)
- Marcellae (792)
- Serdica (809)
- Pliska (811)
- Versinikia (813)
- Mesembria
- Guerre de 894 - 896
  - Bulgarophygon
- Guerre de 913 - 927
  - Anchialos (917)
  - Pegae (921)
- Guerre de 970 - 1018
  - Portes de Trajan (986)
  - Thessalonique (995)
  - Passe de Kleidion (1014)
  - Bitola (1015)
- Ostrovo (1040)
- Klokotnica (1230)
- Andrinople (1254)
- Devina (1279)
- Skafida (1304)
- Rusokastro (1332)

La bataille d'Ongal se déroule en 680 dans la région d'Ongal qui correspond aujourd'hui au sud-ouest de l'Ukraine au nord des bouches du Danube. La bataille, opposant les Proto-Bulgares du Danube aux Byzantins, ouvre aux Proto-Bulgares le chemin des Balkans et le contrôle des tribus slaves déjà en train de s'installer dans cette région, ce qui débouchera sur l'émergence du khanat bulgare du Danube.

## Prélude
En 632, le khan Koubrat unifie les Proto-Bulgares au sein de la Grande Bulgarie entre la mer Noire et la mer Caspienne. Après sa mort dans les années 665, les États de ses fils, divisés, sont de plus en plus menacés par les attaques des Khazars venant de l'est. Batbayan, aîné des fils de Koubrat, hérite du trône avant d'être défait par les Khazars dont il doit se reconnaître vassal. Kotrag prend la route du Nord et fonde la puissante Bulgarie de la Volga. Le troisième fils, Asparoukh marche vers l'Ouest et s'établit avec son peuple dans la région de l'Ongal, au nord du bas-Danube. De là, il lance des attaques contre les forteresses byzantines de la Paristrie. À cette époque, l'Empire byzantin est aussi en guerre contre les Arabes qui assiègent Constantinople. Cependant, en 680, les Byzantins défont les Arabes avec qui ils signent la paix. Après ce succès, l'empereur Constantin IV décide de se retourner contre les Proto-Bulgares pour faire cesser leurs attaques, et dirige une armée de 50 000 hommes et une puissante flotte de dromons et de mahonnes contre Asparoukh. Dans le même temps, le chef proto-bulgare noue une alliance avec la confédération des Sept Tribus slaves, formant une confédération contre l'offensive grecque.

## La bataille

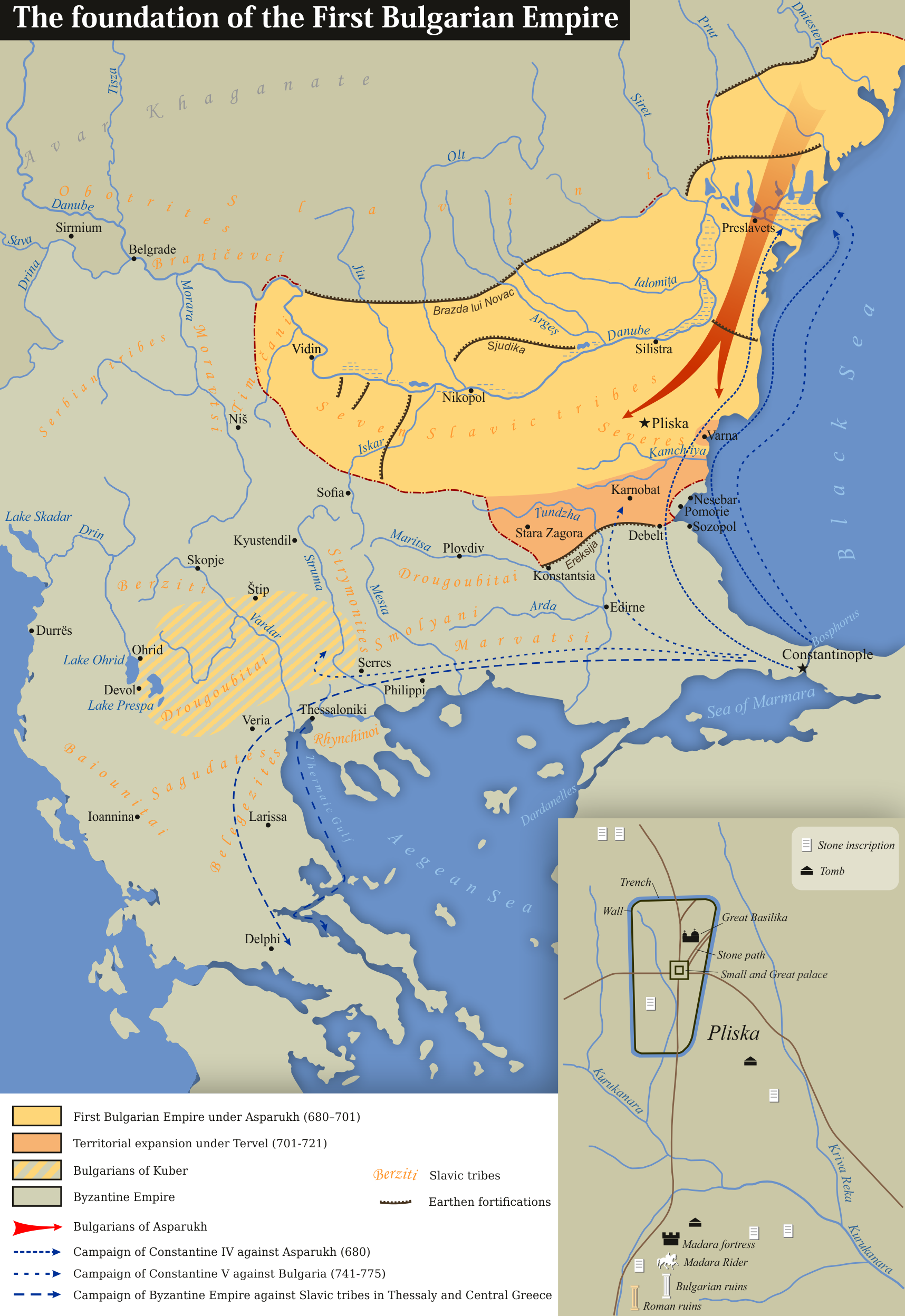
Fondation du khanat bulgare du Danube après la bataille d'Ongal. L'armée d'Asparoukh est représentée par des flèches rouges, celle de Constantin IV par des flèches bleues.

Les Proto-Bulgares ont construit des remparts en bois dans la zone marécageuse du nord des bouches du Danube. Les marais forcent les Byzantins à diviser leurs forces pour les embarquer sur les mahonnes, ce qui réduit la puissance de leurs attaques. En face, la défense bien organisée des Proto-Bulgares épuise les Grecs qui se trouvent à court de munitions et de vivres. De plus le bruit court que l'empereur, blessé à la jambe, serait allé à Messembria pour s'y soigner. Les légionnaires, s'estimant abandonnés, lèvent le siège et se replient vers le sud. Lorsque les Proto-Bulgares comprennent ce qui se passe, ils attaquent et défont sans difficulté un ennemi découragé : beaucoup de Grecs périssent et leur retraite se transforme en déroute chaotique.

## Conséquences
Après la victoire, les Proto-Bulgares avancent au sud du Danube dans les Balkans où ils s'emparent de la Paristrie et de la Mésie. En 681, ils passent les monts Haemos, occupent la Thrace et défont les Grecs une nouvelle fois. Le basileus Constantin IV se retrouve en mauvaise posture et doit leur demander la paix. Avec le traité de 681, les Byzantins reconnaissent la création d'un nouvel État bulgare en Gétique, Mésie, Paristrie et Scythie, et s'obligent à lui payer un tribut annuel. C'est une grande humiliation pour un empire ayant vaincu les Perses et plus récemment les Arabes.
Cette bataille est un moment important dans l'histoire des Balkans car elle permet la création d'un nouvel État qui fédère les Sklavinies de cette région et deviendra une importante puissance est-européenne aux IXe et Xe siècles au nord de l'Empire byzantin et à l'est des royaumes francs. Cet État, le Premier empire bulgare, qui, succède au khanat bulgare du Danube, devient aussi le centre culturel et spirituel de l'Europe slave durant tout le début du Moyen Âge.
Pour l'Empire byzantin, cette défaite s'inscrit dans le processus déjà commencé de perte de contrôle sur l'intérieur des terres des Balkans, commencé plus de cent ans auparavant avec les invasions slaves et avares. Le fait que l'Empire se voit contraint de payer un tribut à ce royaume, alors que jusqu'alors les tribus slaves reconnaissaient la souveraineté grecque sur les Balkans, va accélérer le processus, les Sklavinies passant les unes après les autres sous souveraineté bulgare ; aux VIIIe et IXe siècles Constantinople ne contrôle plus que les côtes de la péninsule balkanique, à majorité grecque.

## Autour de la bataille
Pour pouvoir affirmer que des forteresses proto-bulgares se trouvaient déjà en Dobroudja, au sud du Danube, bien avant la bataille, des descriptions géographiquement impossibles du théâtre des opérations circulent dans l'historiographie bulgare et, à sa suite, anglophone. Pour tenter de concilier ces thèses protochronistes (courant pseudo-historique nationaliste qui sévit dans de nombreux pays) avec les descriptions des sources qui affirment bien qu'Ongal de situait au nord des bras du Danube, des cartographes ont fait fi de la géomorphologie des lieux et de son évolution, imaginant deux bras supplémentaires du Danube traversant en deux canyons de 200 mètres de profondeur le massif du Măcin, formé par des laccolites de granit très dur, d'origine hercynienne, aux pentes raides.
En réalité, les sites de la bataille d'Ongal ne sont pas connus avec précision car les sols meubles et souvent remaniés du Boudjak, de ses limans et des bouches du Danube n'en ont pas gardé de traces archéologiques, de sorte que les descriptions des auteurs byzantins cités par Georg Ostrogorsky dans son Histoire de l'État byzantin sont nos seules sources, et ces auteurs sont formels : jusqu'à cette bataille, les Byzantins contrôlaient la rive droite (sud) du Danube, les Proto-Bulgares lançaient leurs attaques depuis la rive gauche (nord), et les grandes mahonnes byzantines avaient des coques assez plates pour pénétrer et traverser le liman de Iancina, aujourd'hui Razim (profondeur dans la passe : 1,80 m ; profondeur maximale du liman : 3 m) et les divers bras du Danube.